# Мукамурензи, Марсианна
Марсианна Мукамурензи (англ. Marcianne Mukamurenzi; род. 11 ноября 1959) — руандийская легкоатлетка, выступавшая в беге на средние и длинные дистанции, марафонском беге и кроссе. Участница летних Олимпийских игр 1984, 1988 и 1992 годов, чемпионка Африки 1988 года, бронзовый призёр чемпионата Африки 1989 года, серебряный призёр Всеафриканских игр 1987 года. Первая женщина, представлявшая Руанду на Олимпийских играх.

## Биография
Марсианна Мукамурензи родилась 11 ноября 1959 года.
Была рекордсменкой Руанды.
В 1984 году вошла в состав сборной Руанды на летних Олимпийских играх в Лос-Анджелесе. В беге на 1500 метров заняла в полуфинале последнее, 11-е место, показав результат 4 минуты 31,56 секунды и уступив 12,40 секунды попавшей в финал с 6-го места Дебби Скотт из Канады. В беге на 3000 метров заняла в полуфинале 7-е место с результатом 9.27,08, уступив 41,26 секунды попавшей в финал с 4-го места Корнелии Бюрки из Швейцарии.
Мукамурензи стала первой женщиной, представлявшей Руанду на Олимпийских играх.
В 1987 году завоевала серебряную медаль Всеафриканских игр в Найроби в беге на 10 000 метров (33.58,55) и выступила на чемпионате мира в Риме, где заняла 27-е место в марафоне (2 часа 49 минут 38 секунд).
В 1988 году вошла в состав сборной Руанды на летних Олимпийских играх в Сеуле. В марафоне заняла 38-е место с результатом 2:40.12, уступив 14 минут 32 секунды завоевавшей золото Розе Мота из Португалии.
В том же году выиграла чемпионат Африки в Аннабе в беге на 10 000 метров (33.03,98).
В 1989 году завоевала бронзовую медаль чемпионата Африки в Лагосе в беге на 10 000 метров (34.09,48), а также две награды на Франкофонских играх в Рабате — золото в беге на 10 000 метров (34.18,84) и серебро в беге на 3000 метров (9.10,71).
Дважды выступала на чемпионатах мира по бегу по пересечённой местности: в 1990 году в Экс-ле-Бене заняла 19-е место (19.59), в 1991 году в Антверпене — 10-е (20.57).
В 1992 году вошла в состав сборной Руанды на летних Олимпийских играх в Барселоне. В беге на 10 000 метров заняла в полуфинале 12-е место с результатом 33.00,66, уступив 43,65 секунды попавшей в финал с 10-го места Розе Мунеротто из Италии.

## Личные рекорды
- Бег на 1500 метров — 4.24,75 (1991)[5]
- Бег на 3000 метров — 8.59,90 (1991)[5]
- Бег на 10 000 метров — 32.27,90 (1991)[5]
- Марафон — 2:36.53 (15 мая 1988, Париж)[5][2]